# متلازمة سانفيليبو
متلازمة سانفيليبو (بالإنجليزية: Sanfilippo syndrome)‏ عبارة عن مرض وراثي متنحي ناتج من عيب في التمثيل الغذائي وينتمي إلى أمراض السكريات المخاطية العديدة، وتظهر الإعاقة العقلية في سن 1-4 سنوات.
وقد سميت المتلازمة بهذا الاسم نسبة إلى الطبيب الأمريكي سلفستر سانفيليبو الذي اكتشف المرض وذلك في عام 1963.
الغلوكوزأمينوغليكان (GAGs) هي سلاسل من جزيئات السكر. توجد في مطرق النسيج البيني خارج الخلوي، وفي الغشاء الخلوي، أو تُخزّن ضمن حبيبات إفرازية. تُخزّن الغلوكوزأمينوغليكانات في يحلول (ليزوزوم) الخلية، وتتحلل عن طريق الإنزيمات مثل الغليكوسيداز، والسلفاتاز، والأسيتيل ترانسفيريز. يؤدي نقص هذه الإنزيمات إلى الأنواع الفرعية الأربعة من متلازمة سانفيليبو (والتي تُعرَف بداء عديد السكريد المخاطي النمط، الثالث MPS 3).

## التشخيص
أنواع متلازمة سانفيليبو هي A و B و C و D، وتعتبر غير قابلة للتمييز سريريًا، على الرغم من أن المسؤول عن كل نوع من هذه الأنواع هو عدة طفرات في جينات مختلفة؛ لذلك سينطبق الشرح التالي على الأنواع الأربعة.
يمكن أن يظهر تحليل البول مستويات مرتفعة من كبريتات الهيبارين في البول. تظهر أنواع متلازمة سانفيليبو الأربعة مستويات متزايدة من الغلوكوزأمينوغليكانات في البول. على أي حال، يحدث ذلك بشكل أقل في متلازمة سانفيليبو مقارنة مع غيرها من أدواء عديد السكريدات المخاطية. بالإضافة لذلك، تكون مستويات الغلوكوزأمينوغليكان البولية أعلى عند الرضع والأطفال الصغار مقارنة بالأطفال الأكبر سنًا. من أجل تجنب السلبية الكاذبة الناتجة عن التخفيف في اختبار تحليل البول، يجب أن تؤخذ عينة البول من بداية الصباح.
قد يُؤكّد التشخيص عن طريق مُقايسة الإنزيم في الخلايا الليفية الجلدية، وخلايا الدم البيضاء. تُعتبر مقايسة الإنزيم أداة تشخيصية أكثر موثوقية؛ لأنه يحدد ما إذا كانت الإنزيمات الموجودة في المسار الخلوي الذي يحطّم كبريتات الهيبارين موجودة أم لا، ويعطي جوابًا نهائيًا. يعد هذا الاختبار مثاليًا أيضًا للمرضى الأصغر سنًا؛ إذ يكون جمع عينة بول بطريقة صحيحة أمرًا صعبًا، أو مستحيلًا أحيانًا. يمكن أن يطلب الأطباء اختبار مقايسة كامل إنزيمات أنواع أدواء عديد السكاريد المخاطية، بما في ذلك متلازمة سانفيليبو، مجانًا للمرضى المؤهلين على الموقع http://WhatWouldYouSuspect.com
يمكن اعتبار اختبار تسلسل الحمض النووي الريبوزي منقوص الأكسجين أداة تشخيصية أخرى أيضًا. ومع ذلك، إذا لم تُشاهد أو تُسجّل الطفرة الجينية التي يحملونها، فسيحصل المريض على نتيجة سلبية كاذبة.
يمكن الحصول على التشخيص عبر إجراء اختبار ما قبل الولادة عن طريق أخذ عينات من الزغابات المشيمية، أو عن طريق بزل السلى.

## الأسباب
تحدث هذه المتلازمة بسبب فقدان بعض الإنزيمات اللازمة لتكسير السكر، وهناك أربعة أنواع رئيسية تعتمد على الانزيم الذي يتأثر. مشابهة للتخلف العقلي، النوع الثالث لعديد السكريد المخاطي، من أمراض التخزين. السكريات المخاطية العديدة عبارة عن سلاسل طويلة من جزيء السكر تستخدم في بناء رابط من الانسجة في الجسم .، 1 per 66,000 in Australia, and 1 per 50,000 in the Netherlands.
وهناك عملية مستمرة في الجسم تقوم باستبدال المواد المستخدمة وتفكيكها للتخلص منها
والأطفال المصابين لديهم نقص في الانزيم الاساسي المسئولعن خفضالسكريات المخاطية المتعددة المستخدمة، وعدم اكتمالتفكيك السكريات المخاطية المتعددة يتسبب في تراكمها في خلايا الجسم مسببة ضرر تدريجي، وحديثي الولادة يظهر عليهم علامات قليلة من المرض ولكن مع تزايدتلف الخلاياتبدأ الاعراض بالظهور.

## الأعراض
تتميز الأعراض بما يليː
1. تشوهات عظمية تشمل تيبس بالمفاصل وتشوه باليدين والأصابع.
2. قصر في الرقبة.
3. أنف كبير ومفلطح.
4. كثافة في الرموش والحاجبين.
5. صعوبة في السمع.
6. فم مفتوح مع كبر في حجم اللسان والشفتين وسيلان اللعاب.
7. تضخم الكبد والطحال.
8. تصلب بالمفاصل، وأصابع اليدين تكون قصيرة وعريضة مع وجود تشوه انثنائي بسبط بالكوعين ومفاصل الأصابع.
9. إعاقة عقلية تظهر عند سن 1-4 سنوات، وكذلك اضطراب سلوكي تصعب السيطرة عليه مع تقدم المريض في العمر .[9]  .[10][11]

## العلاج
لا يوجد علاج شاف في الوقت الحاضر وفي هذا الوقت الحالي العلاج المتاح يهدف إلى التخفيف من أعراض مثل: فرط النشاط الزائد وأنواع العدوى التي تصيب الاذن؛ وزيارات متعددة لمتخصصي (الاعصاب، الاذن والأنف والحنجرة، والعظام
وحاليا ايضاً يمكن الاستفادة من الجينيسيتن (بالإنجليزية:  Genistein)‏ في التثبيط (التخفيف) من انزيم التايروسين كاينيز.
والجينيسيتن: هو أحد الايزوفلافونات ويوجد في عدد من النباتات مثلفول الصويا ومنتجاته مثل: التوفو والخضروات بروتينية القوام وهي من مصادر الاغذية الأساسية.

## وصلات إضافية
- Sanfilippo syndrome (MPS-III) at the National MPS Society